# Cho Ha-ri
Cho Ha-ri (Koreaans: 조해리) (Seoel, 29 juli 1986) is een Zuid-Koreaans shorttrackster.

## Carrière
In Vancouver deed Cho mee aan de Olympische Winterspelen 2010, maar won geen medailles. Een jaar later won Cho de individuele wereldtitel, het jaar daarop won ze het klassement over de 1500 meter van de wereldbeker shorttrack 2011/2012.
Bij het shorttrack op de Olympische Winterspelen 2014 won Cho de gouden medaille met de Koreaanse damesploeg.
1992: Cutrone, Daigle, Lambert, Perreault ·
1994: Chun, Kim S.-h., Kim Y.-m., Won ·
1998: An, Chun, Kim, Won ·
2002: Choi E.-k., Choi M.-k., Joo, Park ·
2006: Byun, Choi, Jeon, Jin, Kang ·
2010: Sun, Wang, Zhang, Zhou ·
2014: Cho, Kim, Kong, Park, Shim ·
2018: Choi, Kim A.-l., Kim Y.-j., Lee, Shim ·
2022: Van Kerkhof, Poutsma, Schulting, Velzeboer
1976: Celeste Chlapaty · 
1977: Brenda Webster · 
1978: Sarah Docter · 
1979: Sylvie Daigle · 
1980: Miyoshi Kato · 
1981: Miyoshi Kato · 
1982: Maryse Perreault · 
1983: Sylvie Daigle · 
1984: Mariko Kinoshita · 
1985: Eiko Shishii · 
1986: Bonnie Blair · 
1987: Eiko Shishii · 
1988: Sylvie Daigle · 
1989: Sylvie Daigle · 
1990: Sylvie Daigle · 
1991: Nathalie Lambert · 
1992: Kim So-hee · 
1993: Nathalie Lambert · 
1994: Nathalie Lambert · 
1995: Chun Lee-kyung · 
1996: Chun Lee-kyung · 
1997: Chun Lee-kyung/Yang Yang (A) · 
1998: Yang Yang (A) · 
1999: Yang Yang (A) · 
2000: Yang Yang (A) · 
2001: Yang Yang (A) · 
2002: Yang Yang (A) · 
2003: Choi Eun-kyung · 
2004: Choi Eun-kyung · 
2005: Jin Sun-yu · 
2006: Jin Sun-yu · 
2007: Jin Sun-yu · 
2008: Wang Meng · 
2009: Wang Meng · 
2010: Park Seung-hi · 
2011: Cho Ha-ri · 
2012: Li Jianrou · 
2013: Wang Meng · 
2014: Shim Suk-hee · 
2015: Choi Min-jeong · 
2016: Choi Min-jeong · 
2017: Elise Christie ·
2018: Choi Min-jeong ·
2019: Suzanne Schulting ·
2021: Suzanne Schulting ·
2022: Choi Min-jeong